# Marwan Hussein
Marwan Hussein Hassan Al-Ajeeli (Baghdad, 26 gennaio 1992) è un calciatore iracheno, di ruolo attaccante.

## Carriera
Ha giocato cinque stagioni con l'Al-Zawraa prima di trasferirsi nel 2014 all'Al Shorta, nello stesso anno è entrato nel giro della nazionale di calcio irachena.

## Palmarès

### Club
- Prima Lega

Al-Zawraa: 2010-2011

### Nazionale
- Coppa d'Asia AFC Under-23

2014
- Giochi asiatici: 1

2014